# Soyo-dong
Soyo-dong (koreanska: 소요동) är en stadsdel i staden Dongducheon i provinsen Gyeonggi i den norra delen av Sydkorea, 40 km norr om huvudstaden Seoul.